# Bopyroides hippolytes
Bopyroides hippolytes är en kräftdjursart som först beskrevs av Henrik Nikolai Krøyer 1838.  Bopyroides hippolytes ingår i släktet Bopyroides och familjen Bopyridae. Arten är reproducerande i Sverige. Inga underarter finns listade i Catalogue of Life.

## Bildgalleri

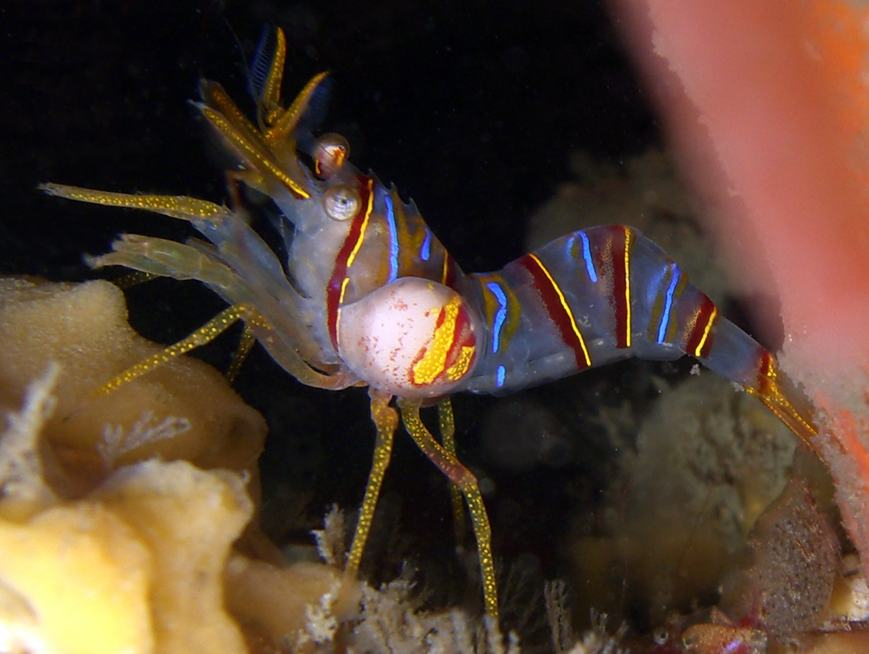